# Třída Pattimura
Třída Pattimura byla třída korvet indonéské námořnictva. Jednalo se o modifikaci italských korvet třídy Albatros, lišící se především dieselovým pohonem. Postaveny byly dvě jednotky této třídy. Vyřazeny byly v letech 1979 a 1984.

## Stavba
Třída byla navržena a postavena v italských loděnicích. Postaveny byly celkem dvě jednotky, jejichž kýly byly založeny roku 1956. Do služby byly přijaty v roce 1958.
Jednotky třídy Pattimura:
| Jméno            | Spuštěna | Vstup do služby | Status        |
| ---------------- | -------- | --------------- | ------------- |
| Pattimura        | 1956     | 1958            | vyřazena 1984 |
| Sultan Hasanudin | 1956     | 1958            | vyřazena 1979 |

## Konstrukce
Hlavňová výzbroj se po dokončení skládala ze dvou 76mm kanónů v jednodělových věžích, 20mm dvoukanónu, dvou salvových vrhačů hlubinných pum Hegdehog, čtyř klasických vrhačů a dvou skluzavek hlubinných pum. Pohonný systém tvořily tři diesely Ansaldo FIAT o výkonu 6900 shp. Nejvyšší rychlost dosahovala 22 uzlů.

### Modifikace
Během služby byly dosavadní zbraně nahrazeny sovětskými – dvěma 85mm kanóny, dvěma 25mm dvojkanóny a dvěma dvojitými 14,5mm kulomety.